# Kōkoku
Kōkoku (japanisch 興国) ist eine japanische Ära (Nengō) von Mai 1340 bis Januar 1347 nach dem gregorianischen Kalender. Der vorhergehende Äraname ist Kenmu, die nachfolgende Ära heißt Shōhei. Die Ära fällt in die Regierungszeit des Kaisers (Tennō) Go-Murakami.
Der erste Tag der Kōkoku-Ära entspricht dem 25. Mai 1340, der letzte Tag war der 19. Januar 1347. Die Kōkoku-Ära dauerte acht Jahre oder 2431 Tage.

## Ereignisse
- 1343 Konflikte der Kōkoku-Ära nach der Invasion des Ōtomo-Klans in das Gebiet Yabegō des Aso-Klans in der Provinz Higo